# Stazione di Komaiko
La stazione di Komaiko (小舞子駅?, Komaiko-eki) è una fermata ferroviaria della città di Hakusan, nella prefettura di Ishikawa in Giappone. La stazione è gestita dalla JR West e serve la linea principale Hokuriku.

## Linee
JR West
■ Linea principale Hokuriku

## Struttura
La fermata è costituita da due marciapiedi laterali con due binari passanti con una piccola sala d'attesa su ciascuno di essi. Non è presente un vero e proprio fabbricato viaggiatori.
| Lato stazione | ■ Linea principale Hokuriku | per Komatsu, Fukui e Tsuruga |
| Lato campagna | ■ Linea principale Hokuriku | per Kanazawa e Toyama        |

## Stazioni adiacenti
| 《                        | Servizio                  | 》                        |
| Linea principale Hokuriku | Linea principale Hokuriku | Linea principale Hokuriku |
| ------------------------- | ------------------------- | ------------------------- |
| Meihō                     | Locale                    | Mikawa                    |